# Stanisław Wójcicki
Stanisław Wójcicki (ur. 13 maja 1916 w Starachowicach, zm. 5 września 2012 w Elblągu) – marynarz Marynarki Wojennej, partyzant, inżynier, honorowy obywatel miasta Elbląga.
W latach 1930–1937 pracował w Państwowej Fabryce Broni w Radomiu. Następnie wstąpił do wojska. Brał udział w wojnie obronnej Polski w 1939 r., najpierw w obronie wybrzeża, a następnie w szeregach Samodzielnej Grupy Operacyjnej „Polesie”. Walczył w bitwie pod Pińskiem i pod Wilanowem. Po kapitulacji dostał się do niewoli radzieckiej, jednak wkrótce przekazano go Niemcom. Przebywał w oflagu w Masburgu, w Bawarii, jednak został z niego zwolniony.

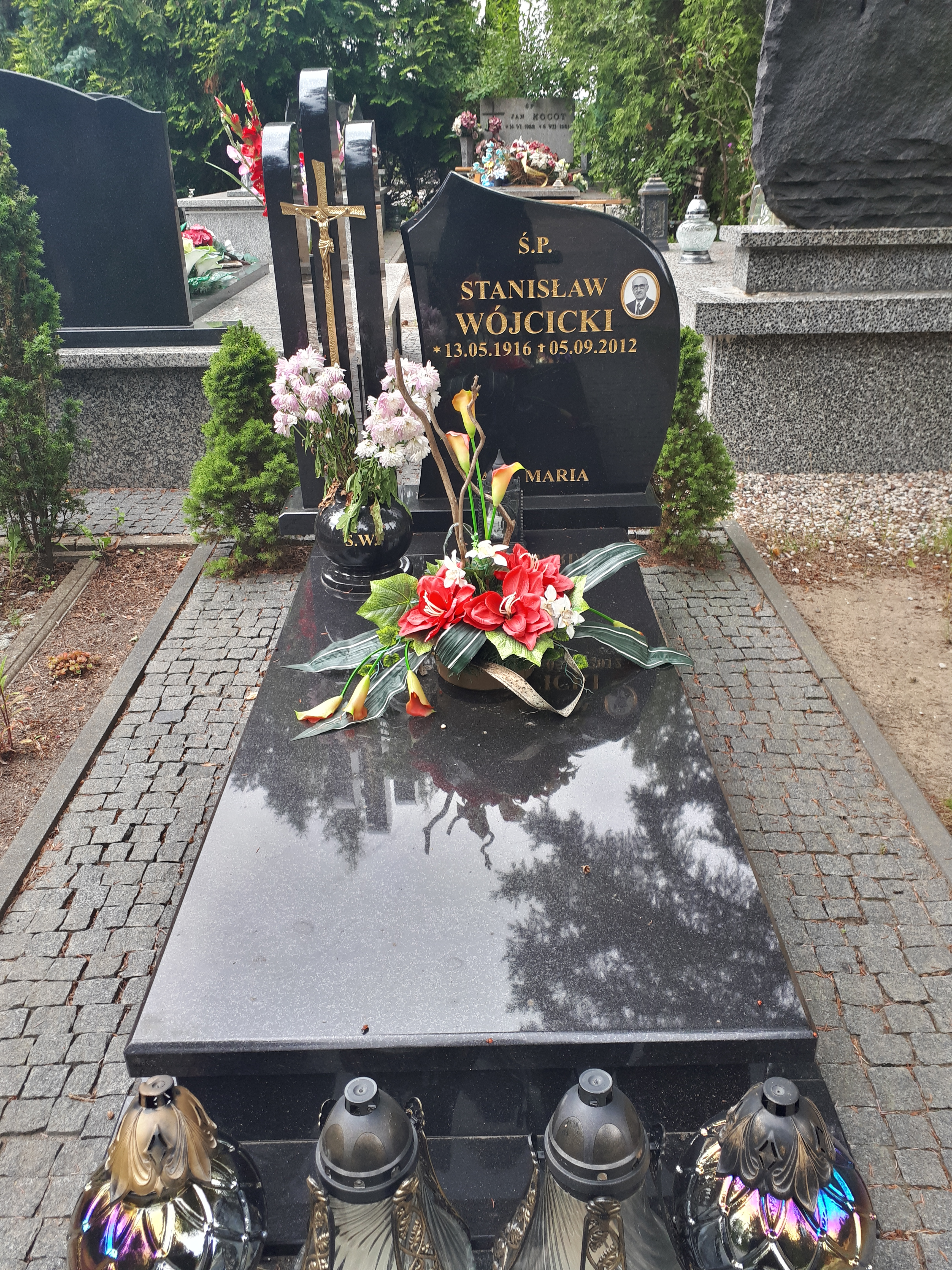
Grób Stanisława Wójcickiego na Cmentarzu Komunalnym Dębica w Elblągu

Po zwolnieniu powrócił w okolice rodzinnych Starachowic, gdzie dołączył do partyzanckiego 33 pułku piechoty Legionów AK.
W 1945 roku opuścił szeregi Armii Krajowej i przeniósł się do Bydgoszczy, gdzie wstąpił do Związku byłych Marynarzy i Pracowników Portowych. Wkrótce potem znalazł się w składzie Morskiej Grupy Operacyjnej, której zadaniem było zabezpieczenie urządzeń portowych i ochrona ocalałych dóbr materialnych. 24 marca 1945 roku wraz z Morską Grupą Operacyjną trafił do Elbląga, gdzie zajmował się zabezpieczeniem elektrowni, elewatorów zbożowych i stoczni rzecznej. Jesienią 1945 roku został komendantem Straży Przemysłowej w dawnych zakładach Schichau, które przemianowano na Zakłady Mechaniczne Zamech. W jednej z hal zakładowych wybuchł pożar i Wójcicki wraz z 20 innymi pracownikami został aresztowany przez UB i oskarżony o współpracę z francuskim wywiadem. Zwolniono go w 1951 roku. Po zwolnieniu Wójcicki podjął pracę w Zakładach Przemysłu Drzewnego im. Wielkiego Proletariatu, gdzie pracował aż do przejścia na emeryturę.
W dniu 30 marca 1992 roku otrzymał honorowe obywatelstwo Elbląga.